# 馬蘭 (京胡琴師)
馬蘭是一名演奏家及作曲家，目前為臺灣國光劇團的一等樂師，主要演奏樂器為京胡。
馬蘭是琴師馬憶程的女兒，曾任教於北京中國戲曲學院及江蘇省戲劇學校。亦曾應邀赴至德國和巴黎講學。曾為京劇藝術大師梅葆玖及陳正薇等人操琴，並為多家電視台等創作作品。

## 作品
馬蘭作曲作品有：《水袖與胭脂》、《孟小冬》、《探春》、《十八羅漢圖》、《西施歸越》、《定風波》、《武動三國––她的凝視》、《極西之地有個費特兒》、《死生一夢》等作。
2013年為朱宗慶打擊樂團新版《木蘭》京劇唱腔作曲。2014年在國光劇團《百年戲樓》一劇中擔任京胡文場領導並扮演琴師角色。2018年應臺灣一心歌仔戲團之邀，為《當迷霧漸散》部分作曲及京胡演奏。此劇入圍第31屆傳藝金曲最佳音樂設計獎。

## 外部連結
國光劇團-馬蘭-國立傳統藝術中心